# Nebaliidae
Nebaliidae is een familie van kreeftachtigen uit de klasse van de Malacostraca (hogere kreeftachtigen).

## Geslachten
- Dahlella Hessler, 1984
- Nebalia Leach, 1814
- Nebaliella Thiele, 1904
- Sarsinebalia Dahl, 1985
- Speonebalia Bowman, Yager & Iliffe, 1985